# Aidu
Aidu är en ort i Estland. Den ligger i Paistu kommun och landskapet Viljandimaa, i den södra delen av landet, 140 km söder om huvudstaden Tallinn. Aidu ligger 103 meter över havet och antalet invånare är 115.
Terrängen runt Aidu är platt. Runt Aidu är det glesbefolkat, med 12 invånare per kvadratkilometer. Närmaste större samhälle är Viljandi, 12,7 km norr om Aidu. I omgivningarna runt Aidu växer i huvudsak blandskog.